# Pedro Velurtas
Pedro Agustín Velurtas (Campana, 28 agosto 2001) è un calciatore argentino, difensore del Dep. Madryn in prestito dal Boca Juniors.

## Caratteristiche tecniche
Gioca come terzino destro.

## Carriera
Velurtas è cresciuto nel settore giovanile del Boca Juniors, dove ha firmato il primo contratto professionistico l'11 novembre 2021, tre giorni dopo aver ricevuto la prima convocazione.I Ha debuttato in prima squadra il 3 marzo 2022 nell'incontro di Copa Argentina vinto 4-1 contro il Central Córdoba (R).
Il 5 gennaio 2024 è stato ceduto in prestito al Barracas Central insieme ai compagni di squadra Federico Aguirre e Lucas Brochero.

## Statistiche

### Presenze e reti nei club
Statistiche aggiornate al 24 luglio 2024.
| Stagione        | Squadra          | Campionato      | Campionato | Campionato | Coppe nazionali | Coppe nazionali | Coppe nazionali | Coppe continentali | Coppe continentali | Coppe continentali | Altre coppe | Altre coppe | Altre coppe | Totale | Totale | Totale |
| Stagione        | Squadra          | Comp            | Pres       | Reti       | Comp            | Pres            | Reti            | Comp               | Pres               | Reti               | Comp        | Pres        | Reti        | Pres   | Reti   |        |
| --------------- | ---------------- | --------------- | ---------- | ---------- | --------------- | --------------- | --------------- | ------------------ | ------------------ | ------------------ | ----------- | ----------- | ----------- | ------ | ------ | ------ |
| 2022            | Boca Juniors     | PD              | 0          | 0          | CA+CdL          | 1+0             | 0               | CL                 | 0                  | 0                  |             | -           | -           | 1      | 0      |        |
| 2024            | Barracas Central | PD              | 4          | 0          | CA+CdL          | 1+4             | 0               |                    | -                  | -                  |             | -           | -           | 9      | 0      |        |
| Totale carriera | Totale carriera  | Totale carriera | 4          | 0          |                 | 6               | 0               |                    | 0                  | 0                  |             | -           | -           | 10     | 0      |        |